# Castelnau-de-Lévis
Castelnau-de-Lévis är en kommun i departementet Tarn i regionen Occitanien i södra Frankrike. Kommunen ligger i kantonen Albi-Nord-Ouest som tillhör arrondissementet Albi. År 2022 hade Castelnau-de-Lévis 1 615 invånare.

## Befolkningsutveckling
Antalet invånare i kommunen Castelnau-de-Lévis
| Referens: INSEE |